# Bodoc
Bodoc (in ungherese Sepsibodok) è un comune della Romania di 2439 abitanti, ubicata nel distretto di Covasna, nella regione storica della Transilvania.
Il comune è formato dall'unione di 3 villaggi: Bodoc, Olteni, Zălan.